# ミラベグロン
ミラベグロン（Mirabegron）は、アステラス製薬が開発したアドレナリンβ3受容体作動薬の1つである。過活動膀胱（OAB）の治療に使用される。商品名ベタニス。日本で2011年7月に承認された後、アメリカ合衆国で2012年7月、欧州で2013年1月に承認を取得した。開発コードYM-178。

## 効能・効果
ミラベグロンの効能・効果は「過活動膀胱における尿意切迫感、頻尿および切迫性尿失禁」であり、膀胱の排尿筋に存在するアドレナリンβ3受容体に作用し、膀胱平滑筋を弛緩させて膀胱容積を増加させる。
ところで、アドレナリンβ3受容体のアゴニストをラットに投与すると、エネルギー消費量を増やすことが知られている。そして、同じくアドレナリンβ3受容体アゴニストであるミラベグロンは、褐色脂肪細胞の活性化と代謝増進作用を有することが発見された。健康非肥満成人15名に投与したところ、安静状態での心拍数、代謝、血圧の上昇が認められ、心血管系への刺激作用があると思われる。

## 禁忌
ミラベグロンは、製剤成分に過敏症の既往を有する患者のほか、重篤な心疾患または重度の肝機能障害（Child-Pughスコア10以上）を有する患者、フレカイニドまたはプロパフェノンを投与中の患者、妊婦および妊娠している可能性のある婦人ならびに授乳婦には使用禁忌である。

## 副作用
重大な副作用として添付文書に記載されているものは、尿閉と高血圧である（共に頻度不明）。心拍数増加と血圧上昇の発現率は共に1%未満とされる。口内乾燥の発現率は、偽薬と同程度であり、代表的な抗コリン薬であるトルテロジン（発現率10%以上）より低い。